# Комплекс Сан-Фиренце
Комплекс Сан-Фиренце (итал. Il complesso di San Firenze) расположен в историческом центре Флоренции, столицы Тосканы, Италия, на одноимённой площади Сан-Фиренце (Piazza di San Firenze), рядом с дворцом-музеем Барджелло (Bargello), и является одним из редких образцов стиля барокко в центре Флоренции. Комплекс также известен как Сан-Филиппо Нери (итал. Il complesso di San Filippo Neri), а название Сан-Фиренце возникло из-за искажения именования ранее существовавшей на этом месте церкви, посвящённой святому Фиоренцо (Chiesa di San Fiorenzo). В стенах исторических зданий ныне находится музей Дзеффирелли (Museo Zeffirelli) и церковь Сан-Филиппо Нери (Chiesa di San Filippo Neri).
Долгое время в этих зданиях располагались суд и судебные учреждения, за исключением церкви Сан-Филиппо Нери, в которой постоянно проводились службы. После переезда суда в новое здание комплекс вернулся во владение муниципалитета, и некоторые помещения использовались для проведения различных городских мероприятий. С июля 2017 года здесь располагается Международный центр исполнительских искусств имени Франко Дзеффирелли (il Centro internazionale per le arti dello spettacolo Franco Zeffirelli), в котором собрано всё художественное и культурное наследие маэстро.

## История
В 1640 году монахи-филиппинцы, приехавшие во Флоренцию из Рима, получили в дар от папы Урбана VIII территорию, простирающуюся от площади Сан-Фиренце между Борго-деи-Гречи (греческого подворья). Помимо башен и небольших дворцов на этой территории находилась церковь Сан-Фиренце (название произошло от имени легендарного мученика Святого Фиоренцо), упоминаемая еще в 1174 году. Филиппинцы хотели создать большой комплекс, включающий монастырь, церковь и ораторий, посвящённый флорентийскому святому Филиппу Нери, основателю ордена, канонизированному в 1622 году и одному из главных деятелей Контрреформации.

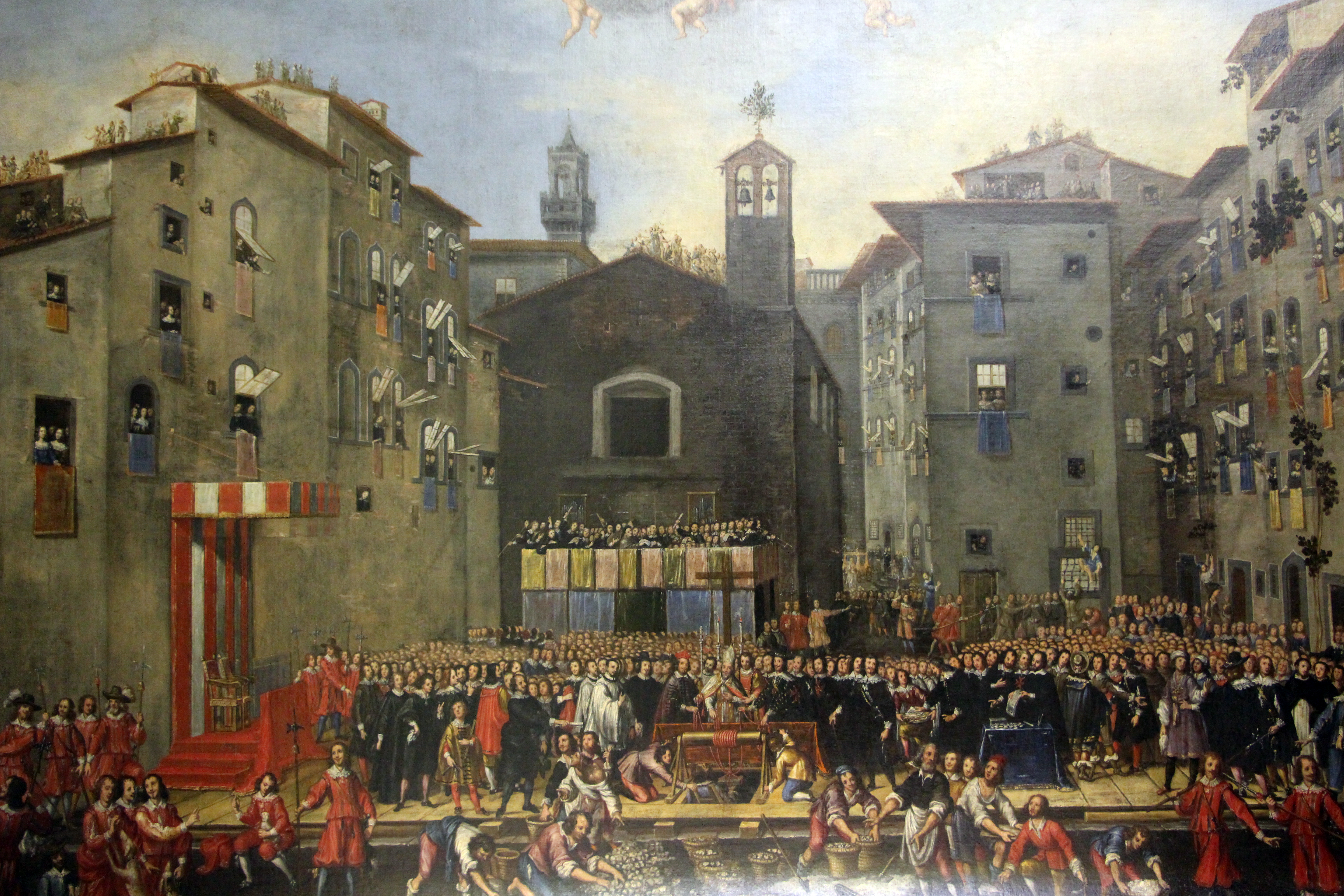
Лоренцо Мариани. Праздник на площади Сан-Фиренце. 1651. Картина в интерьере церкви

В 1645 году монахи поручили эту задачу архитектору Пьетро да Кортона, одному из главных деятелей римского барокко, но вскоре они поняли, что проект, представленный выдающимся художником, слишком амбициозен для их финансовых возможностей. Таким образом, заказ, после различных попыток исправления и сокращения масштабов, в 1667 году перешел к Пьеру Франческо Сильвани, который проектировал церковь и руководил её строительством.
После смерти Сильвани в 1715 году неоклассический архитектор Фердинандо Руджери создал фасад церкви, вдохновленный фасадом Сан-Гаэтано на площади Антинори. Вначале церковь использовалась как ораторий (молельня), который, согласно обычаям ордена, должен был находиться отдельно от церкви. Однако это здание, расположенное вдоль Борго деи Гречи, было снесено в 1772 году, чтобы на его месте построить новую молельню под руководством Дзаноби дель Россо, завершенную в 1775 году и соединенную с частью фасада, которая симметрично повторяла фасад Руджери. Тем временем Джованни Филиппо Чокки при содействии самого дель Россо между 1745 и 1749 годами построил монастырь, который, простираясь по всему кварталу, также соединял церковь и ораторий.

## Архитектура и произведения искусства
На портале церкви Сан-Филиппо Нери находятся статуи Веры и Надежды работы Джоаккино Фортини (1715). Интерьер церкви богато украшен. После смерти архитектора Сильвани работами руководил Джоаккино Фортини (1715): ему принадлежит барочная архитектура апсиды и алтарей, а также статуи пресвитерия, изображающие Милосердие и Чистоту, и два первых барельефа с эпизодами из жизни Святого Филиппа. Мрамор, скульптуры, рельефы, фрески и алтарные картины отвечают единому замыслу, превращая церковь в своего рода галерею флорентийского искусства XVII и XVIII веков. На алтарях представлены работы Джузеппе Пинцани («Святой Петр причащает святую Франческу Роману»), Алессандро Герардини («Христос в Пьете между святыми и ангелами»), Антонио Пульески («Непорочное зачатие и святые»), Маттео Бонеки («Распятие и святые»), Томмазо Реди («Бегство в Египет») и Антонио Доменико Габбиани («Месса святого Филиппа Нери»).
Картина главного алтаря выполнена Дзаноби дель Россо, а два боковых алтаря — Антонио Монтаути. В центре кессонного потолка находится произведение Джованни Камилло Сагрестани «Слава святого Филиппа Нери» (1715). В конхе апсиды — большая фреска Никколо Лапи, изображающая Святую Троицу с апостолами и флорентийскими святыми. В Капелле Святых тайн (картины Дзаноби дель Россо, 1776) находится гробница Пьетро Бини, флорентийского священника, основателя флорентийской общины филиппинцев. У алтаря небольшой образ Мадонны работы Карло Маратты и панно, приписываемое Джованни Страдано; в малом куполе находятся фрески Луиджи Сабателли и его сыновей.
В Оратории в правой части комплекса, ранее использовавшимся в качестве зала суда (на потолке изображена фреска «Вознесение Девы Марии» Джулиано Трабаллези 1775 года), размещены скамьи, напоминающие об основной функции помещения, где филиппинские отцы посвящали себя пению хвалебных гимнов. Ораторий представлял собой своего рода аудиторию для духовной музыки, которая, согласно заветам святого Филиппа Нери, составляла основное занятие отцов, которых по этой причине также называли «ораториями». На эту функцию помещения намекают ангелы, играющие музыку, изображённые на двух панелях по сторонам (работа Филиппо Бурчи). В центре, за главным алтарем, — алтарь XVI века с изображением Мадонны с Младенцем из старинной церкви Сант-Аполлинаре.

## Посвятительные надписи
В верхней части фасада, под гербом Серральи, начертано: «IVLIANI SERRAGLI / HERED. EX · T. OR. PRESB.F. / ABSOLVTVM / A. REP. S. MDCCLXXV» (Наследники Джулиано Серральи, согласно завещательным распоряжениям в пользу священников-ораторианцев, возвели это произведение, завершённое за государственный счёт в 1775 году). Кроме того, на картушах окон над боковыми порталами можно прочитать: «DEO AC DIVO PHILIPPO NERIO» («Богу и святому Филиппу Нери») — на одном из них в церкви Святого Филиппа Нери слева написано «DEO IN HONOREM DIVI FLORENTII EPȊ.» («Богу, в честь святого Фиоренцо, епископа»). На мемориальных досках по внешним стенам имеется множество других надписей.

## Галерея

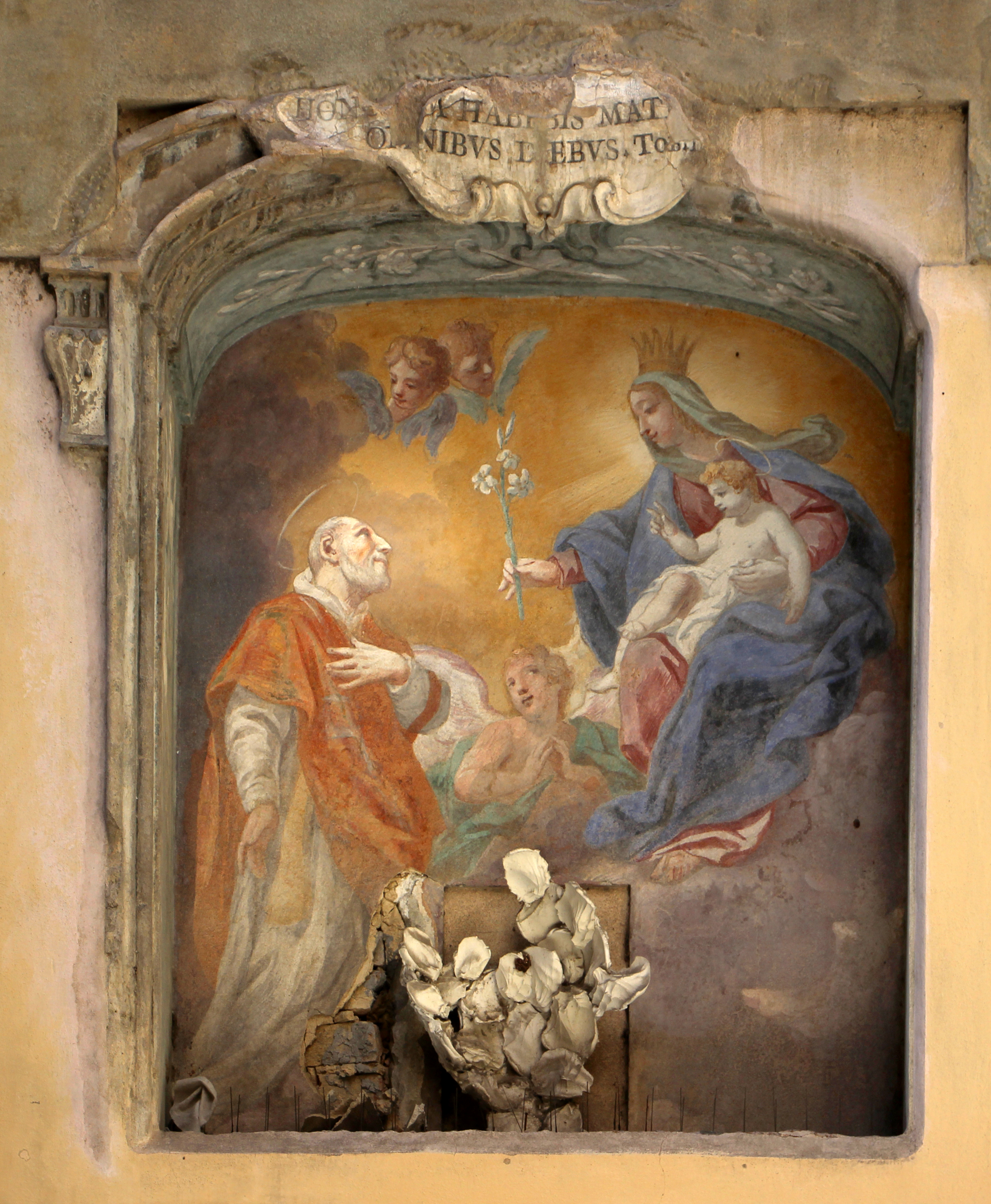
Табернакль по Виа Филиппина. Мадонна с Младенцем и Святой Филиппо Нери. XVIII в.
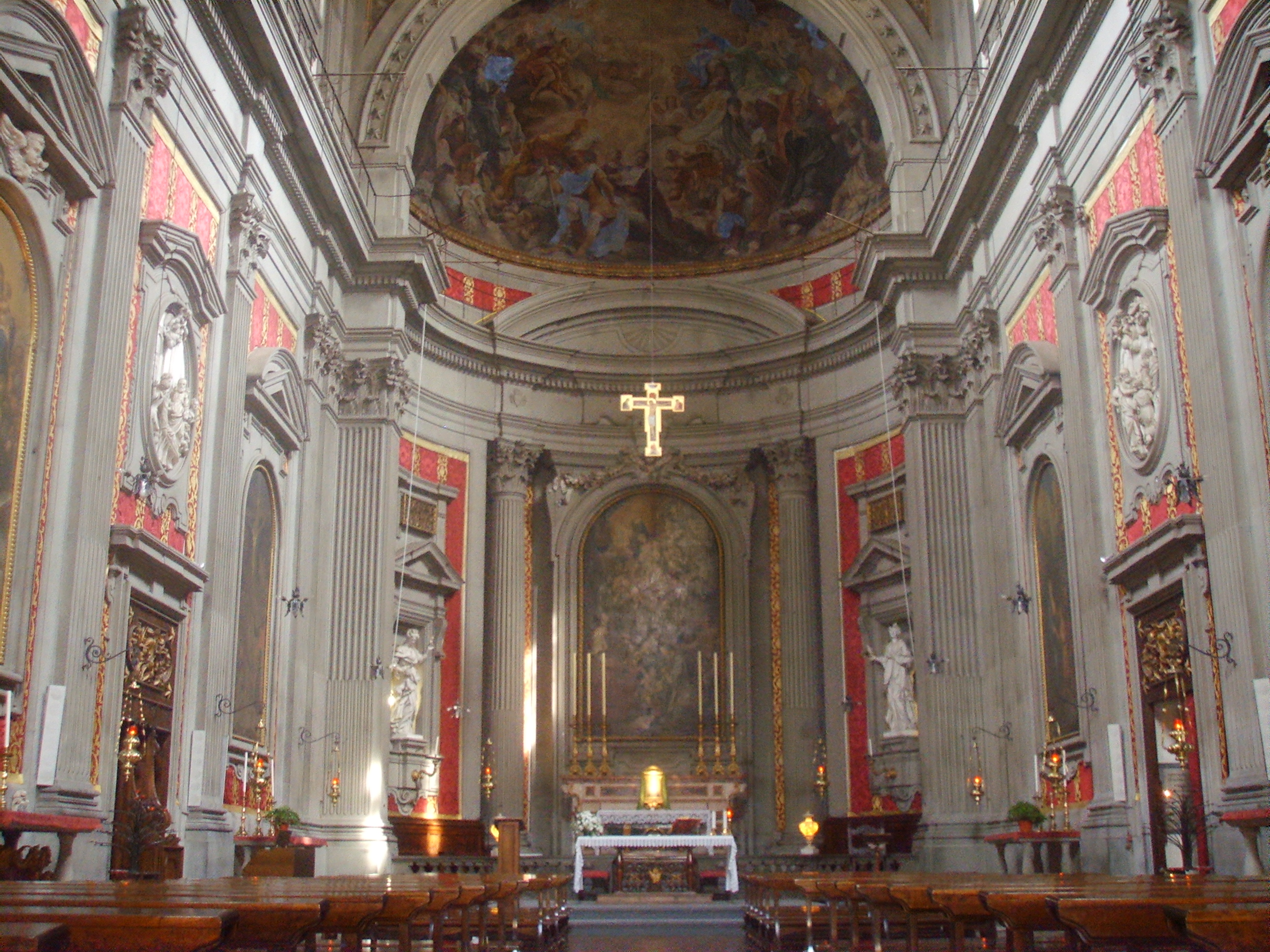
Церковь Сан-Филиппо Нери. Интерьер
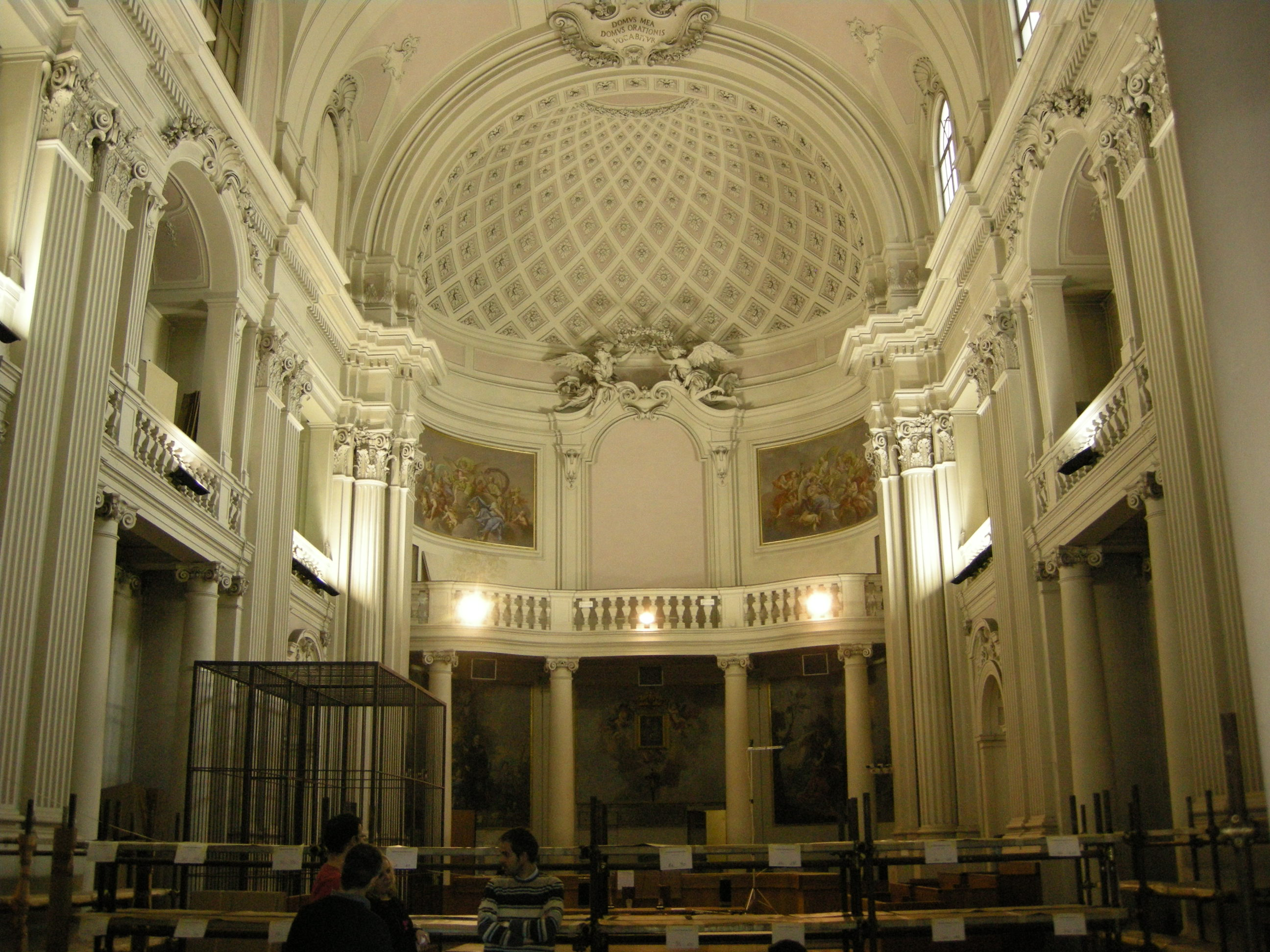
Ораторий
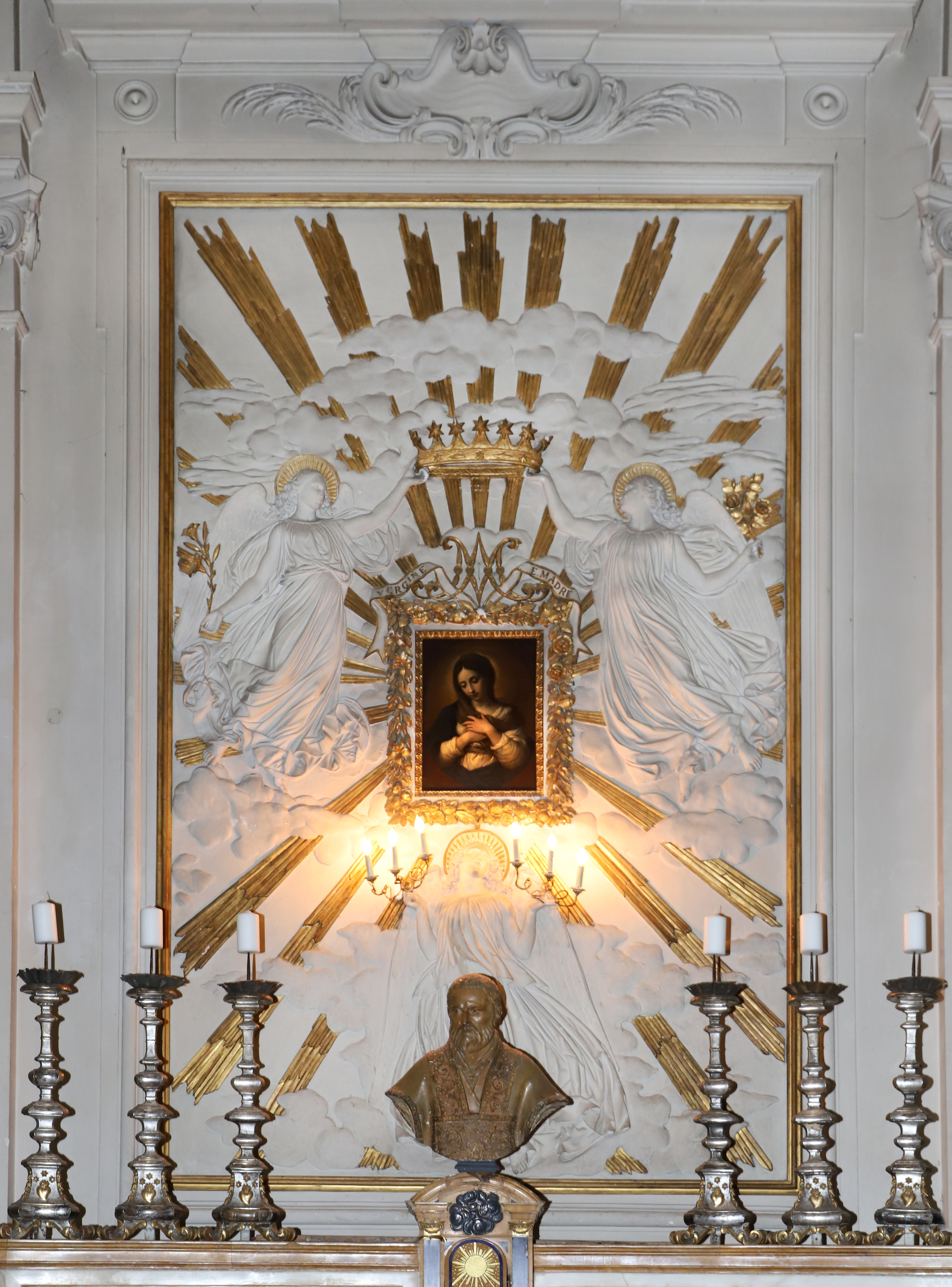
Капелла Святых тайн. Алтарь Святого Филиппа Нери
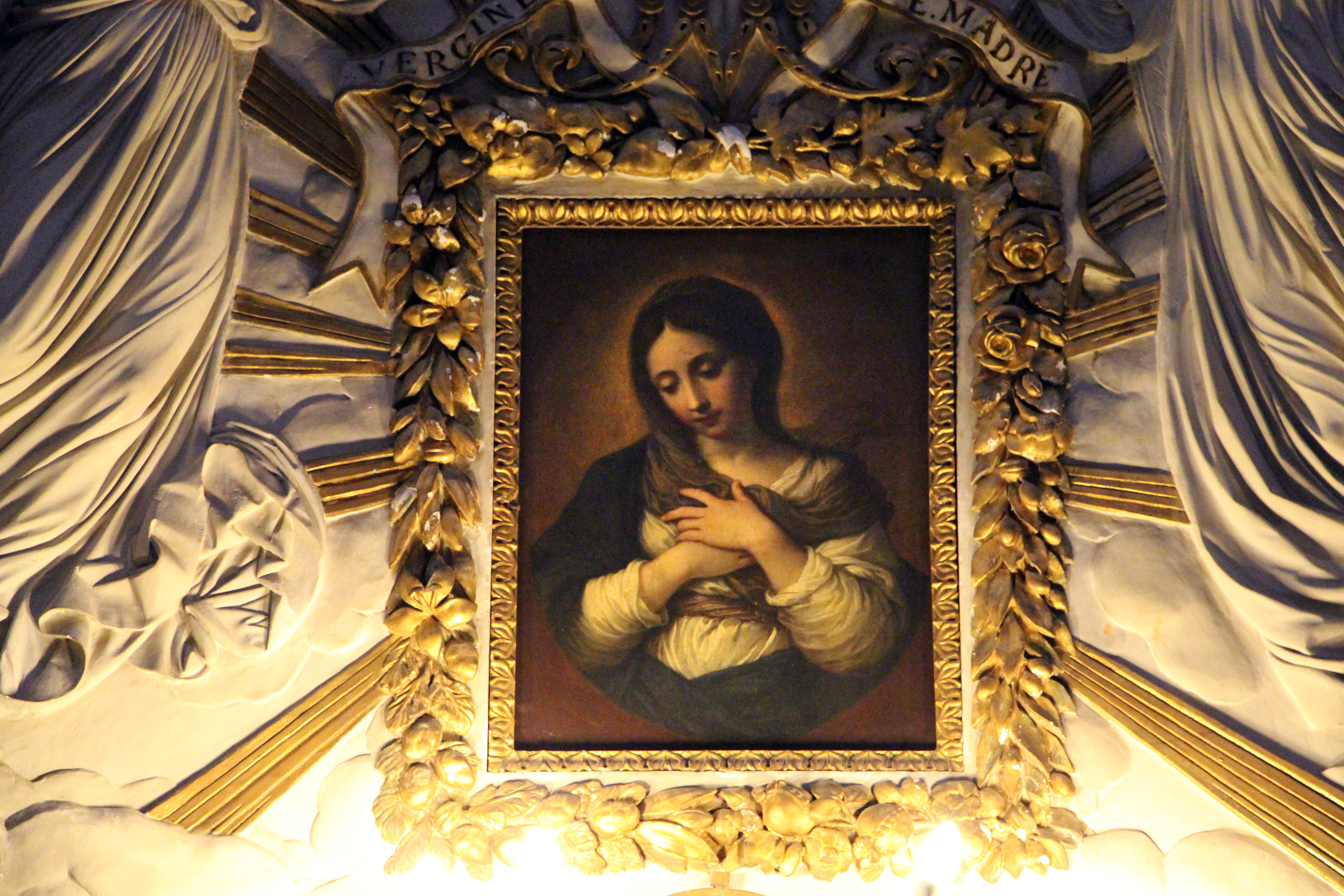
Капелла Святых тайн. Карло Маратта. Святая Дева Мария
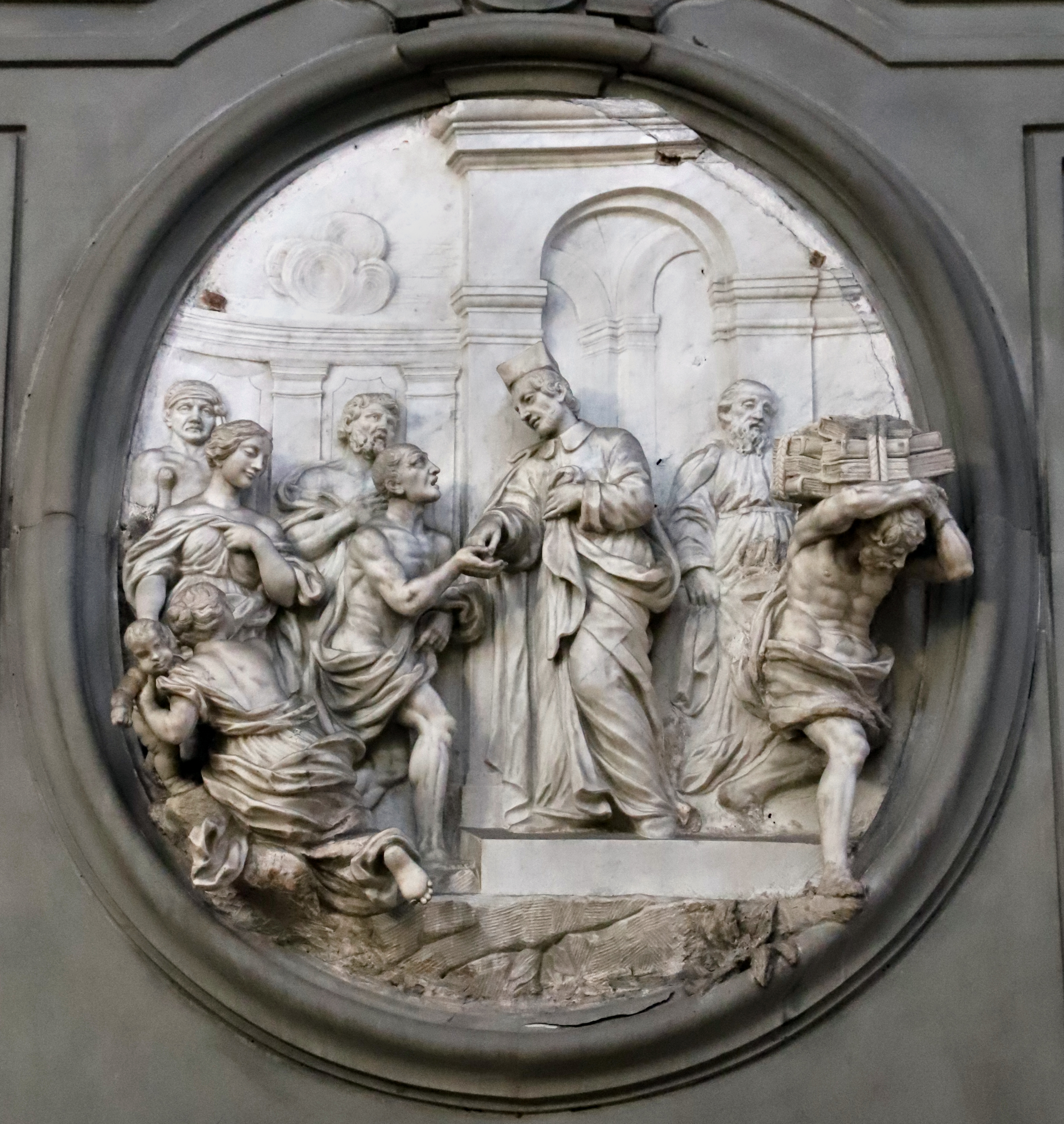
Антонио Монтаути. Святой Филипп Нери продает свои книги и жертвует выручку бедным. 1714-1719. Интерьер церкви